# Arnottia mauritiana
Arnottia mauritiana är en orkidéart som beskrevs av Achille Richard. Arnottia mauritiana ingår i släktet Arnottia och familjen orkidéer. Inga underarter finns listade i Catalogue of Life.